# Persone di nome Heinrich
| Questa pagina contiene informazioni ricavate automaticamente dalle voci biografiche con l'ausilio del template Bio e di un bot. L'aggiornamento è periodico e automatico e ricostruisce completamente la pagina. Se manca una persona in questa lista, sei pregato di non aggiungerla, ma accertati piuttosto che la sua voce biografica contenga il template Bio e che i dati anagrafici siano correttamente compilati. Se il template Bio manca, inseriscilo tu stesso o, in alternativa, metti l'avviso {{tmp\|Bio}} che ne segnala la mancanza. Se i dati riportati sono sbagliati, correggi direttamente la voce biografica; le modifiche saranno visibili in questa lista entro pochi giorni. Per chiarimenti vedi il progetto antroponimi. La lista contiene solo le 456 persone che sono citate nell'enciclopedia e per le quali è stato implementato correttamente il template Bio. Pagina aggiornata al 16 ott 2024. |

Questa è una lista di persone presenti nell'enciclopedia che hanno il prenome Heinrich, suddivise per attività principale.

## Alchimisti(1)
- Agrippa von Nettesheim, alchimista, astrologo e esoterista tedesco (Colonia, n. 1486 - Grenoble, † 1535)

## Allenatori di calcio(4)
- Heinz Kwiatkowski, allenatore di calcio e calciatore tedesco (Gelsenkirchen, n. 1926 - Dortmund, † 2008)
- Heinrich Müller, allenatore di calcio e calciatore austriaco (Vienna, n. 1909 - Vienna, † 2000)
- Heinrich Schönfeld, allenatore di calcio e calciatore austriaco (Klausenburg, n. 1900 - Toronto, † 1976)
- Heinrich Strasser, allenatore di calcio e ex calciatore austriaco (n. 1948)

## Alpinisti(1)
- Heinrich Harrer, alpinista, esploratore e sciatore austriaco (Hüttenberg, n. 1912 - Friesach, † 2006)

## Anatomisti(2)
- Heinrich Müller, anatomista tedesco (Castell, n. 1820 - Würzburg, † 1864)
- Heinrich Wilhelm Gottfried von Waldeyer-Hartz, anatomista tedesco (Heheln, n. 1836 - Berlino, † 1921)

## Antropologi(1)
- Heinrich von Siebold, antropologo e traduttore tedesco (Boppard, n. 1852 - Castello di Freudenstein, † 1908)

## Arabisti(1)
- Heinrich Leberecht Fleischer, arabista e orientalista tedesco (Bad Schandau, n. 1801 - Lipsia, † 1888)

## Archeologi(5)
- Heinrich Karl Brugsch, archeologo e egittologo tedesco (Berlino, n. 1827 - Charlottenburg, † 1894)
- Heinrich Brunn, archeologo tedesco (Wörlitz, n. 1822 - Schliersee, † 1894)
- Heinrich Bulle, archeologo tedesco (Brema, n. 1867 - Bad Kohlgrub, † 1945)
- Heinrich Dressel, archeologo, numismatico e epigrafista tedesco (Roma, n. 1845 - Teisendorf, † 1920)
- Heinrich Heydemann, archeologo e filologo tedesco (Greifswald, n. 1842 - Halle, † 1889)

## Architetti(9)
- Ferdinand von Arnim, architetto e pittore tedesco (Trzebiatów, n. 1814 - Berlino, † 1866)
- Enrico di Gmünd, architetto tedesco (Schwäbisch Gmünd)
- Heinrich Parler, architetto tedesco (Schwäbisch Gmünd, † 1387)
- Heinrich Schickhardt, architetto, gesuita e ingegnere tedesco (Herrenberg, n. 1558 - Stoccarda, † 1635)
- Heinrich Ernst Schirmer, architetto tedesco (Lipsia, n. 1814 - Gießen, † 1887)
- Heinrich Schön, architetto e ingegnere tedesco (Monaco di Baviera, † 1640)
- Heinrich Tessenow, architetto e urbanista tedesco (Rostock, n. 1876 - Berlino, † 1950)
- Heinrich Wenck, architetto danese (n. 1851 - † 1936)
- Heinrich von Ferstel, architetto austriaco (Vienna, n. 1828 - Vienna, † 1883)

## Archivisti(1)
- Eduard Ausfeld, archivista e storico tedesco (Gotha, n. 1850 - Magdeburgo, † 1906)

## Artisti(2)
- Heinrich Harder, artista tedesco (Putzar, n. 1858 - Berlino, † 1935)
- Heinz J. Duell, artista, pittore e illustratore tedesco (Leitmeritz, n. 1938 - Monaco di Baviera, † 2001)

## Astrologi(1)
- Heinrich Rantzau, astrologo, umanista e generale tedesco (Steinburg, n. 1526 - Breitenburg, † 1598)

## Astronomi(7)
- Heinrich Louis d'Arrest, astronomo tedesco (Berlino, n. 1822 - Copenaghen, † 1875)
- Heinrich Decimator, astronomo e teologo tedesco (Gifhorn, n. 1544 - † 1615)
- Heinrich Kreutz, astronomo tedesco (Siegen, n. 1854 - Kiel, † 1907)
- Heinrich Wilhelm Olbers, astronomo tedesco (Arbergen, n. 1758 - Brema, † 1840)
- Heinrich Schlüter, astronomo tedesco (Amburgo, n. 1815 - Königsberg, † 1844)
- Heinrich Christian Schumacher, astronomo tedesco (Bramstedt, n. 1780 - Altona, † 1850)
- Heinrich Vogt, astronomo tedesco (Gau-Algesheim, n. 1890 - Heidelberg, † 1968)

## Attori(4)
- Heini Göbel, attore tedesco (Francoforte sul Meno, n. 1910 - † 2009)
- Heinz Rühmann, attore tedesco (Essen, n. 1902 - Berg, † 1994)
- Heinrich Schmieder, attore tedesco (Schwäbisch Hall, n. 1970 - Livigno, † 2010)
- Heinrich Schroth, attore tedesco (Pirmasens, n. 1871 - Berlino, † 1945)

## Attori teatrali(2)
- Heinrich Anschütz, attore teatrale austriaco (Luckau, n. 1785 - Vienna, † 1865)
- Heinrich George, attore teatrale e attore cinematografico tedesco (Stettino, n. 1893 - Oranienburg, † 1946)

## Aviatori(4)
- Heinrich Ehrler, aviatore tedesco (Oberbalbach, n. 1917 - Scharlibbe, † 1945)
- Heinrich Kostrba, aviatore austro-ungarico (Praga, n. 1883 - Praga, † 1926)
- Heinrich Oelerich, aviatore e ingegnere aeronautico tedesco (Hamm, n. 1877 - Frisinga, † 1953)
- Heinrich Prinz zu Sayn-Wittgenstein, aviatore tedesco (Copenaghen, n. 1916 - Lübars, † 1944)

## Avvocati(2)
- Heinrich Homberger, avvocato e politico svizzero (Wermatswil, n. 1806 - Berna, † 1851)
- Otto Hunsche, avvocato tedesco (Recklinghausen, n. 1911 - Mülheim an der Ruhr, † 1994)

## Banchieri(2)
- Heinrich Eduard von Lade, banchiere e astronomo tedesco (Geisenheim, n. 1817 - Geisenheim, † 1904)
- Heinrich Wilhelm Pelizaeus, banchiere tedesco (Hildesheim, n. 1851 - Hildesheim, † 1930)

## Baritoni(1)
- Heinrich Schlusnus, baritono tedesco (Braubach, n. 1888 - Francoforte, † 1952)

## Batteriologi(1)
- Heinrich Albrecht, batteriologo austriaco (Vienna, n. 1866 - Vienna, † 1922)

## Bobbisti(4)
- Heinrich Angst, bobbista svizzero (n. 1915 - † 1989)
- Heinrich Notter, ex bobbista svizzero
- Heinrich Ott, ex bobbista svizzero
- Heinrich Schläppi, bobbista svizzero (n. 1905 - † 1958)

## Botanici(16)
- Anton de Bary, botanico e micologo tedesco (Francoforte sul Meno, n. 1831 - Strasburgo, † 1888)
- Adolf Engler, botanico tedesco (Żagań, n. 1844 - Berlino, † 1930)
- Heinrich Gustav Flörke, botanico tedesco (Altkalen, n. 1764 - Rostock, † 1835)
- Heinrich Christian Funck, botanico tedesco (Wunsiedel, n. 1771 - Gefrees, † 1839)
- Heinrich Emanuel Grabowski, botanico polacco (Głubczyce, n. 1792 - Breslavia, † 1842)
- Heinrich von Handel-Mazzetti, botanico austriaco (Vienna, n. 1882 - Vienna, † 1940)
- Heinrich Carl Haussknecht, botanico e farmacista tedesco (Bennungen, n. 1838 - Weimar, † 1903)
- Heinrich Mayr, botanico tedesco (n. 1854 - Monaco di Baviera, † 1911)
- Hermann Müller, botanico tedesco (n. 1829 - † 1883)
- Ludwig Reichenbach, botanico, ornitologo e illustratore tedesco (n. 1793 - † 1879)
- Heinrich Gustav Reichenbach, botanico e ornitologo tedesco (Lipsia, n. 1823 - Amburgo, † 1889)
- Heinrich Bernhard Rupp, botanico tedesco (Gießen, n. 1688 - Jena, † 1719)
- Heinrich Wilhelm Schott, botanico austriaco (Brno, n. 1794 - Vienna, † 1865)
- Heinrich Adolph Schrader, botanico tedesco (n. 1767 - † 1836)
- Heinrich Wydler, botanico svizzero (Zurigo, n. 1800 - Gernsbach, † 1883)
- Heinrich Zollinger, botanico svizzero (Feuerthalen, n. 1818 - Kandangan, † 1859)

## Calciatori(22)
- Heinrich Altvater, calciatore tedesco (Transilvania, n. 1902 - † 1994)
- Heinrich Bachmann, calciatore e allenatore di calcio svizzero (Turbenthal, n. 1888 - Ventimiglia, † 1980)
- Heinrich Bielohlavek, calciatore austriaco (Vienna, n. 1889 - Charlottenburg, † 1943)
- Heinric Heim, calciatore svizzero (Basilea, n. 1893)
- Heinrich Hergert, calciatore tedesco (Pirmasens, n. 1904 - † 1949)
- Heinrich Hiltl, calciatore austriaco (Vienna, n. 1910 - Cocheren, † 1982)
- Heinrich Isaacks, calciatore namibiano (n. 1985)
- Heinrich Kohn, calciatore austriaco
- Heinrich Lebensaft, calciatore austriaco (Vienna, n. 1905 - Vienna, † 1991)
- Heinrich Lenczewsky, calciatore e allenatore di calcio austriaco (Vienna, n. 1882 - Vienna, † 1934)
- Heinrich Mechling, calciatore tedesco (Friburgo in Brisgovia, n. 1892 - † 1976)
- Heinrich Müller, calciatore e allenatore di calcio svizzero (Marsiglia, n. 1888 - Montreux, † 1957)
- Harry Oppenheim, calciatore e allenatore di calcio austriaco (Vienna, n. 1889 - † 1942)
- Heinrich Paal, calciatore estone (Rakvere, n. 1895 - † 1942)
- Heinrich Retschury, calciatore austriaco (Vienna, n. 1887 - † 1944)
- Heinrich Riso, calciatore tedesco (Lipsia, n. 1882 - Stati Uniti d'America, † 1952)
- Heinrich Schmidt, calciatore tedesco (n. 1912 - † 1988)
- Heinrich Sonnrein, calciatore tedesco (Hanau, n. 1911 - † 1944)
- Heinrich Stuhlfauth, calciatore tedesco (Norimberga, n. 1896 - † 1966)
- Heinrich Träg, calciatore tedesco (Norimberga, n. 1893 - Norimberga, † 1976)
- Heinrich Uukkivi, calciatore estone (n. 1912 - † 1943)
- Heinrich Weber, calciatore tedesco (Altena, n. 1900 - Kassel, † 1977)

## Cartografi(2)
- Heinrich Berghaus, cartografo e geografo tedesco (Kleve, n. 1797 - Stettino, † 1884)
- Heinrich von Littrow, cartografo e scrittore austriaco (Vienna, n. 1820 - Abbazia, † 1895)

## Cavalieri(2)
- Heinz Pollay, cavaliere tedesco (Koszalin, n. 1908 - † 1979)
- Heinrich von Plötzke, cavaliere tedesco (n. 1264 - Medininkai, † 1320)

## Chimici(8)
- Heinrich Bütefisch, chimico tedesco (Hannover, n. 1894 - Essen, † 1969)
- Heinrich Caro, chimico tedesco (Poznań, n. 1834 - Dresda, † 1910)
- Heinrich Dreser, chimico tedesco (Darmstadt, n. 1860 - Zurigo, † 1924)
- Heinrich Kiliani, chimico tedesco (Würzburg, n. 1855 - Friburgo in Brisgovia, † 1945)
- Emil Knoevenagel, chimico tedesco (Hannover, n. 1865 - Berlino, † 1921)
- Heinrich Limpricht, chimico tedesco (Eutin, n. 1827 - Greifswald, † 1909)
- Heinrich Gustav Magnus, chimico e fisico tedesco (Berlino, n. 1802 - Berlino, † 1870)
- Heinrich Otto Wieland, chimico tedesco (Pforzheim, n. 1877 - Monaco di Baviera, † 1957)

## Chirurghi(3)
- Heinrich Braun, chirurgo tedesco (Rawitsch, n. 1862 - Überlingen, † 1934)
- Heinrich Helferich, chirurgo tedesco (Tubinga, n. 1851 - Eisenach, † 1945)
- Heinrich Adolf von Bardeleben, chirurgo e generale tedesco (Francoforte sull'Oder, n. 1819 - Berlino, † 1895)

## Ciclisti su strada(3)
- Heinrich Haussler, ex ciclista su strada e ciclocrossista australiano (Inverell, n. 1984)
- Heiri Suter, ciclista su strada e pistard svizzero (Gränichen, n. 1899 - Bülach, † 1978)
- Heinrich Trumheller, ex ciclista su strada tedesco (Nal'čik, n. 1972)

## Clarinettisti(1)
- Heinrich Joseph Baermann, clarinettista tedesco (n. 1784 - † 1847)

## Compositori(18)
- Heinrich Albert, compositore e poeta tedesco (Bad Lobenstein, n. 1604 - Königsberg, † 1651)
- Heinrich Faber, compositore e cantore tedesco (Lichtenfels - Oelsnitz, † 1552)
- Heinrich von Herzogenberg, compositore austriaco (Graz, n. 1843 - Wiesbaden, † 1900)
- Heinrich Isaac, compositore fiammingo († 1517)
- Heinrich Kaminski, compositore tedesco (Waldshut-Tiengen, n. 1886 - Ried, † 1946)
- Peter Gast, compositore tedesco (Annaberg, n. 1854 - Annaberg, † 1918)
- Heinrich Lichner, compositore tedesco (Harpersdorf, n. 1829 - Breslavia, † 1898)
- Heinrich Marschner, compositore tedesco (Zittau, n. 1795 - Hannover, † 1861)
- August Neithardt, compositore tedesco (Schleiz, n. 1793 - Berlino, † 1861)
- Heinrich Panofka, compositore, violinista e docente tedesco (Breslavia, n. 1807 - Firenze, † 1887)
- Heinrich Reinhardt, compositore austriaco (Presburgo, n. 1865 - Vienna, † 1922)
- Heinrich Scheidemann, compositore e organista tedesco (Wöhrden - Amburgo, † 1663)
- Heinrich Schenker, compositore e musicologo austriaco (Wiśniowczyk, n. 1868 - Vienna, † 1935)
- Heinrich Kaspar Schmid, compositore e direttore d'orchestra tedesco (Landau an der Isar, n. 1874 - Geiselbullach, † 1953)
- Heinrich Schulz-Beuthen, compositore tedesco (Beuthen, n. 1838 - Dresda, † 1915)
- Heinrich Schütz, compositore e organista tedesco (Köstritz, n. 1585 - Dresda, † 1672)
- Heinrich Sutermeister, compositore svizzero (Feuerthalen, n. 1910 - Morges, † 1995)
- Heinrich Ignaz Franz Biber, compositore e violinista austriaco (Wartenberg, n. 1644 - Salisburgo, † 1704)

## Compositori di scacchi(1)
- H. F. L. Meyer, compositore di scacchi tedesco (Hannover, n. 1839 - Inghilterra, † 1928)

## Diplomatici(5)
- Heinrich Franz von Bombelles, diplomatico austriaco (Versailles, n. 1789 - Savenstein, † 1850)
- Heinrich von Bülow, diplomatico tedesco (Schwerin, n. 1792 - Berlino, † 1846)
- Heinrich Northe, diplomatico tedesco (Halberstadt, n. 1908 - Bonn, † 1985)
- Heinrich von Testa, diplomatico e nobile austriaco (Pera, n. 1807 - Baden-Baden, † 1876)
- Heinrich von Tschirschky, diplomatico tedesco (Dresda, n. 1858 - Vienna, † 1916)

## Direttori d'orchestra(1)
- Heinrich Dorn, direttore d'orchestra, compositore e giornalista tedesco (Königsberg, n. 1804 - Berlino, † 1892)

## Drammaturghi(2)
- Heinrich Beck, commediografo tedesco (Gotha, n. 1760 - Mannheim, † 1803)
- Heinrich Leopold Wagner, drammaturgo tedesco (Strasburgo, n. 1747 - Francoforte sul Meno, † 1779)

## Economisti(3)
- Heinrich Dietzel, economista tedesco (Lipsia, n. 1857 - Bonn, † 1935)
- Heinrich Pesch, economista e sociologo tedesco (Colonia, n. 1854 - Valkenburg, † 1926)
- Heinrich Freiherr von Stackelberg, economista tedesco (Mosca, n. 1905 - Madrid, † 1946)

## Enciclopedisti(1)
- Heinrich August Pierer, enciclopedista, lessicografo e editore tedesco (Altenburg, n. 1794 - Altenburg, † 1850)

## Entomologi(2)
- Heinrich Moritz Gaede, entomologo e naturalista tedesco (Kiel, n. 1795 - Kiel, † 1834)
- Heinrich Ernst Karl Jordan, entomologo tedesco (n. 1861 - † 1959)

## Esploratori(1)
- Heinrich Barth, esploratore tedesco (Amburgo, n. 1821 - Berlino, † 1865)

## Farmacisti(3)
- Theodor Fontane, farmacista, scrittore e poeta tedesco (Neuruppin, n. 1819 - Berlino, † 1898)
- Heinrich Wilhelm Ferdinand Wackenroder, farmacista e chimico tedesco (Burgdorf, n. 1798 - Jena, † 1854)
- Heinrich August Ludwig Wiggers, farmacista tedesco (Altenhagen, n. 1803 - Gottinga, † 1880)

## Filologi(7)
- Rudolf Dietsch, filologo classico e linguista tedesco (Mylau, n. 1814 - Lipsia, † 1875)
- Heinrich Gelzer, filologo classico tedesco (Berlino, n. 1847 - Jena, † 1906)
- Heinrich Wilhelm Grauert, filologo classico tedesco (Amsterdam, n. 1804 - Vienna, † 1852)
- Heinrich Kipping, filologo e storico tedesco (Rostock - Brema, † 1678)
- Heinrich Kurz, filologo, sinologo e storico della letteratura tedesco (Parigi, n. 1805 - Aarau, † 1873)
- Heinrich Lausberg, filologo tedesco (Aquisgrana, n. 1912 - Münster, † 1992)
- H. W. J. Thiersch, filologo tedesco (Monaco di Baviera, n. 1817 - † 1885)

## Filosofi(9)
- Heinrich Ahrens, filosofo e giurista tedesco (Kniestedt, n. 1808 - Salzgitter, † 1874)
- Heinrich Barth, filosofo svizzero (Basilea, n. 1890 - Basilea, † 1965)
- Heinrich Blücher, filosofo e docente tedesco (Berlino, n. 1899 - New York, † 1970)
- Heinrich Gomperz, filosofo austriaco (Vienna, n. 1873 - Los Angeles, † 1942)
- Heinrich Gustav Hotho, filosofo e storico dell'arte tedesco (Berlino, n. 1802 - Berlino, † 1873)
- Heinrich Köhler, filosofo tedesco (Weißenfels, n. 1685 - † 1737)
- Heinrich Rickert, filosofo tedesco (Danzica, n. 1863 - Heidelberg, † 1936)
- Heinrich Ritter, filosofo tedesco (Zerbst, n. 1791 - Gottinga, † 1869)
- Heinrich Christoph Wilhelm Sigwart, filosofo e logico tedesco (Neustetten, n. 1789 - Stoccarda, † 1844)

## Fisici(9)
- Heinrich Barkhausen, fisico tedesco (Brema, n. 1881 - Dresda, † 1956)
- Heinrich Wilhelm Brandes, fisico, meteorologo e astronomo tedesco (Cuxhaven, n. 1777 - Lipsia, † 1834)
- Heinrich Rudolf Hertz, fisico tedesco (Amburgo, n. 1857 - Bonn, † 1894)
- Heinrich Kayser, fisico tedesco (Bingen am Rhein, n. 1853 - Bonn, † 1940)
- Heinrich Mitter, fisico austriaco (Graz, n. 1929)
- Heinrich Rohrer, fisico svizzero (Buchs, n. 1933 - Wollerau, † 2013)
- Heinrich Rubens, fisico tedesco (Wiesbaden, n. 1865 - Berlino, † 1922)
- Heinrich Daniel Ruhmkorff, fisico tedesco (Hannover, n. 1803 - Parigi, † 1877)
- Heinrich Streintz, fisico austriaco (Vienna, n. 1848 - Graz, † 1892)

## Fisiologi(1)
- Heinrich von Ranke, fisiologo e pediatra tedesco (Rückersdorf, n. 1830 - Monaco di Baviera, † 1909)

## Flautisti(1)
- Heinrich Soussmann, flautista e compositore tedesco (Berlino, n. 1796 - San Pietroburgo, † 1848)

## Fotografi(3)
- Heinrich Hoffmann, fotografo e politico tedesco (Fürth, n. 1885 - Monaco di Baviera, † 1957)
- Heinrich Kühn, fotografo tedesco (Dresda, n. 1866 - Birgitz, † 1944)
- Heinrich Tønnies, fotografo danese (Grünenplan, n. 1825 - Aalborg, † 1903)

## Generali(20)
- Heinrich Johann Bellegarde, generale austriaco (Dresda, n. 1756 - Vienna, † 1845)
- Heinrich Karl von Bibra, generale austriaco (Bibra, n. 1666 - Forchheim, † 1734)
- Heinrich Eberbach, generale tedesco (Stoccarda, n. 1895 - Notzingen, † 1992)
- Heinrich Fehlis, generale tedesco (Wulften am Harz, n. 1906 - Porsgrunn, † 1945)
- Wilhelm von Freytag, generale prussiano (Estorf, n. 1720 - Hannover, † 1798)
- Heinrich Adolf von Gablenz, generale tedesco (Weida, n. 1762 - Lipsia, † 1843)
- Heinrich von Hess, generale austriaco (Vienna, n. 1788 - Vienna, † 1870)
- Heinrich Sigismund von der Heyde, generale prussiano (Lichterfeld-Schacksdorf, n. 1703 - Kolberg, † 1765)
- Heinrich Himmler, generale, politico e criminale di guerra tedesco (Monaco di Baviera, n. 1900 - Luneburgo, † 1945)
- Heinrich Wilhelm von Hinckeldey, generale tedesco (Kleinheubach, n. 1793 - Rastatt, † 1852)
- Heinrich von Holleben, generale e scrittore prussiano (Rudolstadt, n. 1784 - Coblenza, † 1864)
- Heinrich Kirchheim, generale tedesco (Wieliczka, n. 1882 - Lüdenscheid, † 1973)
- Heinrich Antonovič Leer, generale, insegnante e storico russo (Nižnij Novgorod, n. 1829 - San Pietroburgo, † 1904)
- Heinrich von Manteuffel, generale prussiano (Groß-Poplow, n. 1696 - Belgard, † 1778)
- Heinrich Müller, generale e poliziotto tedesco (Monaco di Baviera, n. 1900)
- Heinrich von Pitreich, generale e politico austro-ungarico (Laibach, n. 1841 - Vienna, † 1920)
- Heinrich von Vietinghoff, generale tedesco (Magonza, n. 1887 - Pfronten, † 1952)
- Heinrich Voigtsberger, generale tedesco (n. 1903 - Wittlich, † 1959)
- Heinrich zu Dohna-Tolksdorf, generale tedesco (Königsberg, n. 1882 - Berlino, † 1944)
- Heinrich Wittkopf, generale tedesco (Hildesheim, n. 1892 - Ostenda, † 1946)

## Geografi(1)
- Heinrich Kiepert, geografo e cartografo tedesco (Berlino, n. 1818 - Berlino, † 1899)

## Geologi(1)
- Heinrich von Foullon-Norbeeck, geologo austriaco (Gaaden, n. 1850 - Guadalcanal, † 1896)

## Germanisti(1)
- Heinrich Rückert, germanista e storico tedesco (Coburgo, n. 1823 - Breslavia, † 1875)

## Ginecologi(2)
- Heinrich Fritsch, ginecologo tedesco (Halle, n. 1844 - Amburgo, † 1915)
- Max Runge, ginecologo tedesco (Stettino, n. 1849 - Gottinga, † 1909)

## Giornalisti(1)
- Heinrich Eduard Jacob, giornalista, scrittore e drammaturgo tedesco (Friedrichstadt, n. 1889 - Salisburgo, † 1967)

## Giuristi(8)
- Heinrich Berger, giurista e scrittore tedesco (Ströbitz, n. 1905 - Rastenburg, † 1944)
- Heinrich Bocer, giurista e docente tedesco (Salzkotten, n. 1561 - Tubinga, † 1630)
- Heinrich von Cocceji, giurista tedesco (Brema, n. 1644 - Francoforte sull'Oder, † 1719)
- Heinrich Dernburg, giurista tedesco (Magonza, n. 1829 - Charlottenburg, † 1907)
- Heinrich Hermann Fitting, giurista tedesco (Mauchenheim, n. 1831 - Halle, † 1918)
- Heinrich Geffcken, giurista tedesco (Berlino, n. 1865 - Colonia, † 1916)
- Rudolf von Gneist, giurista e politico tedesco (Berlino, n. 1816 - Berlino, † 1895)
- Heinrich Seetzen, giurista e militare tedesco (Rüstringen, n. 1906 - Blankenese, † 1945)

## Glottologi(1)
- Heinrich Ludolf Ahrens, glottologo e filologo tedesco (Helmstedt, n. 1809 - Hannover, † 1881)

## Grammatici(1)
- Heinrich Stahl, grammatico estone (Tallinn, n. 1600 - Narva, † 1657)

## Hockeisti su ghiaccio(2)
- Heinrich Lohrer, hockeista su ghiaccio svizzero (Arosa, n. 1918 - Oberengstringen, † 2011)
- Heini Meng, hockeista su ghiaccio svizzero (Davos, n. 1902 - Melbourne, † 1982)

## Imprenditori(5)
- Heinrich Grandi, imprenditore italiano (Bolzano, n. 1960)
- Henri Nestlé, imprenditore tedesco (Francoforte sul Meno, n. 1814 - Les Planches, † 1890)
- Heinrich von Opel, imprenditore tedesco (Rüsselsheim am Main, n. 1873 - Magonza, † 1928)
- Heinrich Schliemann, imprenditore e archeologo tedesco (Neubukow, n. 1822 - Napoli, † 1890)
- Heinrich Thyssen-Bornemisza, imprenditore e collezionista d'arte tedesco (Mülheim an der Ruhr, n. 1875 - Lugano, † 1947)

## Incisori(1)
- Heinrich Joseph Schütz, incisore e disegnatore tedesco (Francoforte sul Meno, n. 1760 - Francoforte sul Meno, † 1822)

## Indologi(2)
- Heinrich von Stietencron, indologo e epigrafista tedesco (Ronco sopra Ascona, n. 1933 - Tubinga, † 2018)
- Heinrich Wenzel, indologo tedesco (Magonza, n. 1855 - Londra, † 1893)

## Ingegneri(7)
- Heinrich Andergassen, ingegnere e militare austriaco (Hall in Tirol, n. 1908 - Livorno, † 1946)
- Heinrich Cordes, ingegnere, scrittore e compositore di scacchi tedesco (Altenhundem, n. 1852 - Berlino, † 1917)
- Heinrich Gerber, ingegnere tedesco (Hof, n. 1832 - Monaco di Baviera, † 1912)
- Heinrich Hertel, ingegnere aeronautico tedesco (Düsseldorf, n. 1904 - Berlino, † 1982)
- Heinrich Koenen, ingegnere tedesco (Berlino, n. 1910 - Sachsenhausen, † 1945)
- Heinrich Lübbe, ingegnere e inventore tedesco (Nienburg/Weser, n. 1884 - Berlino, † 1940)
- Heinrich Vollmer, ingegnere tedesco (Altdorf, n. 1885 - Tubinga, † 1961)

## Inventori(2)
- Heinrich Büssing, inventore e imprenditore tedesco (Nordsteimke, n. 1843 - Braunschweig, † 1929)
- Heinrich Voelter, inventore tedesco (Heidenheim an der Brenz, n. 1817 - Heidenheim an der Brenz, † 1887)

## Librettisti(1)
- Heinrich Hinsch, librettista tedesco (n. 1650 - Amburgo, † 1712)

## Linguisti(3)
- Heinrich Kuen, linguista austriaco (Imst, n. 1899 - Dillingen, † 1989)
- Heinrich Morf, linguista e filologo svizzero (Münchenbuchsee, n. 1854 - Thun, † 1921)
- Heinrich Schmid, linguista e filologo svizzero (Zurigo, n. 1921 - Zurigo, † 1999)

## Logici(1)
- Heinrich Behmann, logico e matematico tedesco (Brema, n. 1891 - Brema, † 1970)

## Lottatori(1)
- Heinrich Barnes, lottatore sudafricano (Pretoria, n. 1986)

## Martellisti(1)
- Heinz Weis, ex martellista tedesco (Treviri, n. 1963)

## Matematici(7)
- Heinrich Behnke, matematico tedesco (Horn, n. 1898 - Münster, † 1979)
- Heinrich Burkhardt, matematico tedesco (Schweinfurt, n. 1861 - Monaco di Baviera, † 1914)
- Eduard Heine, matematico tedesco (Berlino, n. 1821 - Halle, † 1881)
- Heinrich Scherk, matematico tedesco (Poznań, n. 1798 - Brema, † 1885)
- Heinrich Schröter, matematico tedesco (Königsberg, n. 1829 - Breslavia, † 1892)
- Heinrich Suter, matematico svizzero (Hedingen, n. 1848 - Dornach, † 1922)
- Heinrich Martin Weber, matematico tedesco (Heidelberg, n. 1842 - Strasburgo, † 1913)

## Medici(14)
- Heinrich Johann Nepomuk von Crantz, medico e botanico lussemburghese (Roodt, n. 1722 - Judenburg, † 1799)
- Heinrich Wilhelm Dove, medico e meteorologo prussiano (Legnica, n. 1803 - † 1879)
- Heinrich Hoeftman, medico tedesco (Klaipėda, n. 1851 - Königsberg, † 1917)
- Robert Koch, medico, batteriologo e microbiologo tedesco (Clausthal-Zellerfeld, n. 1843 - Baden-Baden, † 1910)
- Arnold Krumm-Heller, medico, scrittore e agente segreto tedesco (Salchendorf, n. 1876 - Marburgo, † 1949)
- Heinrich Lahmann, medico tedesco (Brema, n. 1860 - Radeberg, † 1905)
- Heinrich Meibom, medico tedesco (Lubecca, n. 1638 - Helmstedt, † 1700)
- Alexander Pagenstecher, medico e zoologo tedesco (Elberfeld, n. 1825 - Amburgo, † 1889)
- Heinrich Quincke, medico tedesco (Francoforte sull'Oder, n. 1842 - Francoforte sul Meno, † 1922)
- Heinrich Adolf Rinne, medico tedesco (Vlotho, n. 1819 - Hildesheim, † 1868)
- Heinrich Botho Scheube, medico tedesco (Zeitz, n. 1853 - Greiz, † 1923)
- Heinrich Rudolf Schinz, medico e naturalista svizzero (Zurigo, n. 1777 - † 1861)
- Heinrich Christian Friedrich Schumacher, medico e botanico danese (Glückstadt, n. 1757 - Copenaghen, † 1830)
- Heinrich Unverricht, medico tedesco (Breslavia, n. 1853 - Magdeburgo, † 1912)

## Meteorologi(1)
- Heinrich von Ficker, meteorologo e geofisico austriaco (Monaco di Baviera, n. 1881 - Vienna, † 1957)

## Mezzofondisti(1)
- Heinz Ulzheimer, mezzofondista e velocista tedesco (Francoforte sul Meno, n. 1925 - † 2016)

## Micologi(1)
- Heinrich Rehm, micologo tedesco (Ederheim, n. 1828 - Monaco di Baviera, † 1916)

## Militari(21)
- Heinrich Barbl, militare austriaco (Sarleinsbach, n. 1900)
- Heinrich Bongartz, militare e aviatore tedesco (Gelsenkirchen, n. 1892 - Rheinberg, † 1946)
- Heinrich Borgmann, militare tedesco (Angermünde, n. 1912 - Magdeburgo, † 1945)
- Heinrich Deubel, ufficiale tedesco (Ortenburg, n. 1890 - Dingolfing, † 1962)
- Heinrich Gley, militare tedesco (Blankensee, n. 1901 - Münster, † 1985)
- Heinrich Gontermann, militare e aviatore tedesco (Siegen, n. 1896 - La Neuville-en-Beine, † 1917)
- Heinrich Graf von Lehndorff-Steinort, militare tedesco (Hannover, n. 1909 - Berlino, † 1944)
- Heinz Hitler, militare tedesco (Magdeburgo, n. 1920 - Mosca, † 1942)
- Heinrich Kling, militare tedesco (Kassel, n. 1913 - Lago di Costanza, † 1951)
- Heinrich Kroll, militare e aviatore tedesco (Flatzby, n. 1894 - Geesthacht, † 1930)
- Heinrich Lehmann-Willenbrock, ufficiale tedesco (Brema, n. 1911 - Brema, † 1986)
- Heinrich Matthes, militare tedesco (Wermsdorf, n. 1902 - Bochum, † 1978)
- Henrich Melzer von Bärenheim, militare austriaco (Česká Lípa, n. 1828)
- Heinrich Menu von Minutoli, militare, esploratore e archeologo svizzero (Ginevra, n. 1772 - Berlino, † 1846)
- Heinrich Wilhelm Muzell, ufficiale e diplomatico prussiano (Berlino, n. 1723 - Berlino, † 1782)
- Heinrich Remlinger, militare tedesco (Ludwigsburg, n. 1882 - Leningrado, † 1946)
- Heinrich Schwarz, militare tedesco (Monaco di Baviera, n. 1906 - Sandweier, † 1947)
- Heinrich Severloh, militare tedesco (Metzingen, n. 1923 - Lachendorf, † 2006)
- Heinrich Springer, militare tedesco (Kiel, n. 1914 - Oelixdorf, † 2007)
- Heinrich Unverhau, militare tedesco (Vienenburg, n. 1911 - Bad Harzburg, † 1983)
- Heinrich Wicker, militare tedesco (Gausbach, n. 1921 - Dachau, † 1945)

## Mineralogisti(3)
- Heinrich Gerlach, mineralogista tedesco (Madsfeld, n. 1822 - Längi, † 1872)
- Heinrich Rose, mineralogista e chimico tedesco (Berlino, n. 1795 - Berlino, † 1864)
- Heinrich Vater, mineralogista e naturalista tedesco (Brema, n. 1859 - Dresda, † 1930)

## Missionari(2)
- Heinrich Leven, missionario e vescovo cattolico tedesco (Lank, n. 1883 - Steyl, † 1953)
- Heinrich Vieter, missionario e vescovo cattolico tedesco (Cappenberg, n. 1853 - Yaoundé, † 1914)

## Musicisti(2)
- Heinrich Othmar Abel, musicista tedesco
- Heinrich Bach, musicista tedesco (Wechmar, n. 1615 - Arnstadt, † 1692)

## Neurologi(1)
- Heinrich Obersteiner, neurologo austriaco (Vienna, n. 1847 - † 1922)

## Nobili(10)
- Heinrich Dusemer, nobile tedesco († 1351)
- Heinrich von Bobenhausen, nobile tedesco († 1595)
- Heinrich von Galen, nobile tedesco (Bellingshausen, n. 1480 - Tarvastu, † 1557)
- Heinrich von Hohenlohe, nobile tedesco († 1249)
- Heinrich Franz von Mansfeld, nobile, diplomatico e militare austriaco (Bornstedt, n. 1640 - Vienna, † 1715)
- Heinrich Reuß von Plauen, nobile tedesco (Mohrungen, † 1470)
- Heinrich von Plauen, nobile tedesco († 1429)
- Heinrich Reffle von Richtenberg, nobile tedesco (Königsberg, † 1477)
- Heinrich Wilhelm von Starhemberg, nobile, diplomatico e militare austriaco (Riedegg, n. 1593 - Vienna, † 1675)
- Heinrich von Tunna, nobile tedesco

## Organisti(1)
- Heinrich Rohr, organista e compositore tedesco (Ober-Absteinach, n. 1902 - Magonza, † 1997)

## Orientalisti(5)
- Wilhelm Gesenius, orientalista tedesco (Nordhausen, n. 1786 - Halle, † 1842)
- Heinrich Lüders, orientalista, indologo e linguista tedesco (Lubecca, n. 1869 - Badenweiler, † 1943)
- Heinrich von Maltzan, orientalista e esploratore tedesco (Dresda, n. 1826 - Pisa, † 1874)
- Heinrich Joseph Wetzer, orientalista tedesco (Langraviato d'Assia-Kassel, n. 1801 - Friburgo in Brisgovia, † 1853)
- Ferdinand Wüstenfeld, orientalista tedesco (Hann. Münden, n. 1808 - Hannover, † 1899)

## Pallamanisti(1)
- Heinrich Keimig, pallamanista tedesco (Leiselheim, n. 1913 - Offenbach am Main, † 1966)

## Pallanuotisti(4)
- Georg Hax, pallanuotista e ginnasta tedesco (Berlino, n. 1870 - † 1952)
- Heinrich Keller, pallanuotista svizzero
- Heinrich Krug, pallanuotista tedesco (Berlino, n. 1911)
- Heinrich Krumpfholz, ex pallanuotista austriaco (Linz, n. 1925)

## Pastori protestanti(1)
- Heinrich August Wilhelm Meyer, pastore protestante e teologo tedesco (Gotha, n. 1800 - Hannover, † 1873)

## Patologi(1)
- Heinrich von Bamberger, patologo tedesco (Praga, n. 1822 - Vienna, † 1888)

## Pattinatori artistici su ghiaccio(1)
- Heinrich Burger, pattinatore artistico su ghiaccio tedesco (n. 1881 - † 1942)

## Pianisti(1)
- Heinrich Steinweg, pianista e imprenditore tedesco (Langelsheim, n. 1797 - New York, † 1871)

## Pittori(22)
- Heinrich Aldegrever, pittore, orafo e incisore tedesco (Paderborn, n. 1502 - Soest, † 1560)
- Heinrich Altherr, pittore svizzero (Basilea, n. 1878 - Zurigo, † 1947)
- Heinrich Franz Carl Billotte, pittore tedesco (Aquisgrana, n. 1801 - † 1892)
- Heinrich Campendonk, pittore tedesco (Krefeld, n. 1889 - Amsterdam, † 1957)
- Heinrich Maria Davringhausen, pittore tedesco (Aquisgrana, n. 1894 - Nizza, † 1970)
- Heinrich Christoph Fehling, pittore tedesco (Sangerhausen, n. 1654 - Dresda, † 1725)
- Heinrich Jakob Fried, pittore tedesco (Landau in der Pfalz, n. 1802 - Monaco di Baviera, † 1870)
- Heinrich Friedrich Füger, pittore tedesco (Heilbronn, n. 1751 - Vienna, † 1818)
- Heinrich Gogarten, pittore tedesco (Linz am Rhein, n. 1850 - Monaco di Baviera, † 1911)
- Louis Gurlitt, pittore tedesco (Altona, n. 1812 - Naundorf, † 1897)
- Heinrich Hansen, pittore danese (Haderslev, n. 1821 - Frederiksberg, † 1890)
- Heinrich Hofmann, pittore tedesco (Darmstadt, n. 1824 - Dresda, † 1911)
- Heinrich Christian Friedrich Hosenfelder, pittore e ceramista tedesco (Berlino, n. 1720 - Sarpsborg, † 1805)
- Heinrich Knirr, pittore tedesco (Pančevo, n. 1862 - Staudach-Egerndach, † 1944)
- Heinrich Christoph Kolbe, pittore tedesco (Düsseldorf, n. 1771 - Düsseldorf, † 1836)
- Heinrich Lossow, pittore e illustratore tedesco (Monaco di Baviera, n. 1843 - Schleißheim, † 1897)
- Heinrich von Mayr, pittore e incisore tedesco (Norimberga, n. 1806 - Monaco di Baviera, † 1871)
- Heinrich Reinhold, pittore e incisore tedesco (Gera, n. 1788 - Roma, † 1825)
- Heinrich Steiner, pittore e incisore tedesco (Kaiserslautern, n. 1911 - Roma, † 2009)
- Heinrich Vogeler, pittore, architetto e poeta tedesco (Brema, n. 1872 - Qaraǵandy, † 1942)
- Heinrich von Angeli, pittore austriaco (Sopron, n. 1840 - Vienna, † 1925)
- Heinrich Franz Gaudenz von Rustige, pittore tedesco (n. 1810 - † 1900)

## Poeti(5)
- Heinrich Joseph von Collin, poeta e drammaturgo austriaco (Vienna, n. 1771 - Vienna, † 1811)
- Heinrich Wilhelm von Gerstenberg, poeta e critico letterario tedesco (Tønder, n. 1737 - Altona, † 1823)
- Heinrich von Meißen, poeta tedesco (Magonza, † 1318)
- Heinrich von Morungen, poeta tedesco (Lipsia)
- Ludwig Rellstab, poeta e critico musicale tedesco (Berlino, n. 1799 - Berlino, † 1860)

## Politici(19)
- Heinrich Kajetan von Blümegen, politico e nobile austriaco (Vienna, n. 1715 - Vienna, † 1788)
- Heinrich Brandler, politico, sindacalista e scrittore tedesco (Varnsdorf, n. 1881 - Amburgo, † 1967)
- Heinrich von Brentano, politico tedesco (Offenbach am Main, n. 1904 - Darmstadt, † 1964)
- Heinrich Brüning, politico tedesco (Münster, n. 1885 - Norwich, † 1970)
- Heinrich von Brühl, politico tedesco (Gangloffsömmern, n. 1700 - Dresda, † 1763)
- Heinrich Clam-Martinic, politico austro-ungarico (Vienna, n. 1863 - Klam, † 1932)
- Heinrich von Crumpipen, politico, diplomatico e nobile belga (Bruxelles, n. 1738 - Stoccarda, † 1811)
- Heinrich Cunow, politico, sociologo e giornalista tedesco (Schwerin, n. 1862 - Berlino, † 1936)
- Heinrich Karl von Haymerle, politico austriaco (Vienna, n. 1828 - Vienna, † 1881)
- Heinrich Häberlin, politico svizzero (Weinfelden, n. 1868 - Frauenfeld, † 1947)
- Heinrich Lammasch, politico e giurista austriaco (Seitenstetten, n. 1853 - Salisburgo, † 1920)
- Heinrich Lübke, politico tedesco (Sundern, n. 1894 - Bonn, † 1972)
- Heinrich Mark, politico e avvocato estone (Kõlleste, n. 1911 - Stoccolma, † 2004)
- Theodor von Schön, politico prussiano (Schreitlauken, n. 1773 - Königsberg, † 1856)
- Heinrich Christian Siekmeier, politico tedesco (Mettmann, n. 1901 - Hilden, † 1982)
- Heinrich Friedrich Karl von Stein, politico prussiano (Nassau, n. 1757 - Cappenberg, † 1831)
- Heinrich Ströbel, politico e giornalista tedesco (Bad Nauheim, n. 1879 - Zurigo, † 1944)
- Heinrich von Uri, politico e condottiero svizzero
- Heinrich von Podewils, politico prussiano (Krangen, n. 1696 - Magdeburgo, † 1760)

## Presbiteri(2)
- Heinrich Joseph Dominicus Denzinger, presbitero e teologo tedesco (Liegi, n. 1819 - Würzburg, † 1883)
- Heinrich Maier, presbitero e partigiano austriaco (Großweikersdorf, n. 1908 - Vienna, † 1945)

## Psichiatri(2)
- Heinrich Philipp August Damerow, psichiatra tedesco (Stettino, n. 1798 - Halle, † 1866)
- Heinrich Hoffmann, psichiatra e scrittore tedesco (Francoforte sul Meno, n. 1809 - Francoforte sul Meno, † 1894)

## Psicoanalisti(1)
- Heinrich Racker, psicoanalista, psicologo e musicologo polacco (n. 1910 - Buenos Aires, † 1961)

## Psicologi(1)
- Heinrich Klüver, psicologo tedesco (Holstein, n. 1897 - Oak Lawn, † 1979)

## Rabbini(1)
- Heinrich Gross, rabbino tedesco (Senica, n. 1835 - Augusta, † 1910)

## Radiologi(1)
- Heinrich Ernst Albers-Schönberg, radiologo e insegnante tedesco (Amburgo, n. 1865 - Amburgo, † 1921)

## Registi(1)
- Heinrich Bolten-Baeckers, regista, produttore cinematografico e sceneggiatore tedesco (Chemnitz, n. 1871 - Dresda, † 1938)

## Religiosi(1)
- Heinrich Kramer, religioso tedesco (Schlettstadt, n. 1430 - Kroměříž, † 1505)

## Rugbisti a 15(2)
- Heinrich Brüssow, ex rugbista a 15 sudafricano (Bloemfontein, n. 1986)
- Heinrich Reitz, rugbista a 15 tedesco

## Scacchisti(1)
- Heinrich Wolf, scacchista austriaco (n. 1875 - † 1943)

## Schermidori(3)
- Heinrich Moos, schermidore tedesco (Francoforte sul Meno, n. 1895 - Francoforte sul Meno, † 1976)
- Heinrich Rischtoff, schermidore austriaco (n. 1865)
- Heinrich von Tenner, schermidore austriaco (Hradec Králové, n. 1865 - Vienna, † 1949)

## Scialpinisti(1)
- Heini Holzer, scialpinista e alpinista italiano (Tubre, n. 1945 - Piz Roseg, † 1977)

## Sciatori alpini(2)
- Heini Messner, sciatore alpino e allenatore di sci alpino austriaco (Obernberg am Brenner, n. 1939 - † 2023)
- Heinrich Rupp, ex sciatore alpino svizzero (n. 1972)

## Scrittori(8)
- Heinrich Christian Boie, scrittore tedesco (Meldorf, n. 1744 - Meldorf, † 1806)
- Heinrich Böll, scrittore tedesco (Colonia, n. 1917 - Langenbroich, † 1985)
- Heinrich Gerlach, scrittore tedesco (Königsberg, n. 1908 - Brake, † 1991)
- Heinrich Hart, scrittore tedesco (Wesel, n. 1855 - Tecklenburg, † 1906)
- Heinrich Hössli, scrittore svizzero (Glarona, n. 1784 - Winterthur, † 1864)
- Heinrich Laube, scrittore, commediografo e direttore teatrale tedesco (Szprotawa, n. 1806 - Vienna, † 1884)
- Heinrich Ludwig Lehmann, scrittore tedesco (Detershagen, n. 1754 - Magdeburgo, † 1828)
- Heinrich Mann, scrittore tedesco (Lubecca, n. 1871 - Santa Monica, † 1950)

## Scultori(3)
- Heinrich Douvermann, scultore tedesco (Dinslaken, n. 1480 - Kalkar, † 1543)
- Heinrich Multscher, scultore tedesco (Leutkirch im Allgäu - Ulma)
- Heinrich Natter, scultore austriaco (Curon Venosta, n. 1844 - Vienna, † 1892)

## Slittinisti(1)
- Heinrich Isser, slittinista e bobbista austriaco (Matrei in Osttirol, n. 1928 - † 2004)

## Sollevatori(3)
- Heinrich Graf, sollevatore svizzero (n. 1894)
- Heinrich Rondi, sollevatore, lottatore e tiratore di fune tedesco (n. 1877 - † 1948)
- Heinrich Schneidereit, sollevatore e tiratore di fune tedesco (Colonia, n. 1884 - Francia, † 1915)

## Storici(17)
- Heinrich Gottfried Philipp Gengler, storico tedesco (n. 1817 - † 1901)
- Heinrich Brunner, storico austriaco (Wels, n. 1840 - Bad Kissingen, † 1915)
- Friedrich Heinrich Suso Denifle, storico e presbitero austriaco (Imst, n. 1844 - Monaco di Baviera, † 1905)
- Heinrich August Erhard, storico, archivista e medico tedesco (Erfurt, n. 1793 - Münster, † 1851)
- Heinrich Fichtenau, storico e diplomatista austriaco (Linz, n. 1912 - Vienna, † 2000)
- Heinrich Finke, storico tedesco (Krechting, n. 1855 - Friburgo in Brisgovia, † 1938)
- Heinrich Friedjung, storico austriaco (Roštín, n. 1851 - Vienna, † 1920)
- Heinrich Graetz, storico e teologo tedesco (Książ Wielkopolski, n. 1817 - Monaco di Baviera, † 1891)
- Heinrich von Herford, storico tedesco (Herford, n. 1300 - Minden, † 1370)
- Friedrich Kohlrausch, storico e pedagogista tedesco (Landolfshausen, n. 1780 - Hannover, † 1867)
- Heinrich Luden, storico tedesco (Loxstedt, n. 1778 - Jena, † 1847)
- Heinrich Meibom, storico e poeta tedesco (Lemgo, n. 1555 - Helmstedt, † 1625)
- Heinrich Nissen, storico tedesco (Haderslev, n. 1839 - Bonn, † 1912)
- Heinrich Ritter von Zeissberg, storico austriaco (Vienna, n. 1839 - Vienna, † 1899)
- Heinrich von Treitschke, storico tedesco (Dresda, n. 1834 - Berlino, † 1896)
- Heinrich August Winkler, storico tedesco (Königsberg, n. 1938)
- Heinrich Srbik, storico e politico austriaco (Vienna, n. 1878 - Ehrwald, † 1951)

## Storici dell'arte(3)
- Richard Hamann, storico dell'arte tedesco (Seehausen, n. 1879 - Immenstadt im Allgäu, † 1961)
- Heinrich Wölfflin, storico dell'arte svizzero (Winterthur, n. 1864 - Zurigo, † 1945)
- Heinrich von Geymüller, storico dell'arte svizzero (Vienna, n. 1839 - † 1909)

## Storici della letteratura(1)
- Heinrich Breitinger, storico della letteratura e filologo svizzero (Ellikon an der Thur, n. 1832 - Zurigo, † 1882)

## Tennisti(2)
- Henner Henkel, tennista tedesco (Poznań, n. 1915 - Voronež, † 1943)
- Heinrich Schomburgk, tennista tedesco (Lipsia, n. 1885 - Königstein, † 1965)

## Tenori(1)
- Heinrich Vogl, tenore tedesco (Monaco di Baviera, n. 1845 - Monaco di Baviera, † 1900)

## Teologi(14)
- Emil Brunner, teologo svizzero (Winterthur, n. 1882 - Zurigo, † 1966)
- Heinrich Bullinger, teologo svizzero (Bremgarten, n. 1504 - Zurigo, † 1575)
- Heinrich Bünting, teologo e cartografo tedesco (Hannover, n. 1545 - Hannover, † 1606)
- Heinrich Ewers, teologo e giurista tedesco (Beuthen, n. 1906 - Paderborn, † 1992)
- Heinrich Grüber, teologo tedesco (Stolberg, n. 1891 - Berlino Ovest, † 1975)
- Heinrich Ernst Ferdinand Guericke, teologo tedesco (Wettin, n. 1803 - Halle, † 1878)
- Heinrich Andreas Christoph Havernick, teologo tedesco (Kröpelin, n. 1811 - Neustrelitz, † 1845)
- Heinrich Julius Holtzmann, teologo tedesco (Karlsruhe, n. 1832 - Baden-Baden, † 1910)
- Heinrich Paulus, teologo tedesco (Leonberg, n. 1761 - Heidelberg, † 1851)
- Heinrich Salmuth, teologo e pastore protestante tedesco (Schweinfurt, n. 1522 - Lipsia, † 1576)
- Heinrich Schlier, teologo tedesco (Neuburg sul Danubio, n. 1900 - Bonn, † 1978)
- Heinrich Schreiber, teologo tedesco (Friburgo in Brisgovia, n. 1793 - Friburgo in Brisgovia, † 1872)
- Heinrich Gottlieb Tzschirner, teologo tedesco (Mittweida, n. 1778 - Lipsia, † 1828)
- Heinrich Weinel, teologo tedesco (Büdingen, n. 1874 - Jena, † 1936)

## Umanisti(1)
- Glareano, umanista, poeta e teorico musicale svizzero (Mollis, n. 1488 - Friburgo in Brisgovia, † 1563)

## Velisti(1)
- Heinrich Peters, velista tedesco

## Vescovi cattolici(3)
- Heinrich von Bibra, vescovo cattolico e abate tedesco (Schnabelwaid, n. 1711 - Fulda, † 1788)
- Heinrich Maria Janssen, vescovo cattolico tedesco (Rindern, n. 1907 - Hildesheim, † 1988)
- Heinrich Mussinghoff, vescovo cattolico tedesco (Osterwick, n. 1940)

## Viaggiatori(1)
- Heinrich di Coudenhove-Kalergi, viaggiatore e diplomatico austriaco (Vienna, n. 1859 - Ronsberg, † 1906)

## Violinisti(1)
- Heinrich Wilhelm Ernst, violinista e compositore ceco (Brno, n. 1814 - Nizza, † 1865)

## Violoncellisti(2)
- Heinrich Grünfeld, violoncellista boemo (Praga, n. 1855 - Berlino, † 1931)
- Heinrich Schiff, violoncellista e direttore d'orchestra austriaco (Gmunden, n. 1951 - Vienna, † 2016)

## Zoologi(4)
- Heinrich Balss, zoologo tedesco (n. 1886 - † 1957)
- Heinrich Boie, zoologo tedesco (n. 1784 - † 1827)
- Heinrich Otto Wilhelm Bürger, zoologo tedesco (Hannover, n. 1865 - Samerberg, † 1945)
- Heinrich Kuhl, zoologo tedesco (Hanau, n. 1797 - Buitenzorg, † 1821)

## Senza attività specificata(6)
- Heinrich Walpot von Bassenheim, cavaliere medievale tedesco (Acri, † 1200)
- Heinrich von Böckenförde († 1437)
- Heinrich von Dincklage († 1296)
- Heinrich Wilhelm von Pabst, agricoltore e funzionario tedesco (Maar, n. 1798 - Hütteldorf, † 1868)
- Heinrich Floris Schopenhauer,  polacco (Danzica, n. 1747 - Amburgo, † 1805)
- Heinrich von Heimburg,  tedesco